# Paddick Valley
Das Paddick Valley ist ein etwa 2 km langes, von einem Wasserlauf durchzogenes Tal auf der Insel Heard-Insel im südlichen Indischen Ozean. Es liegt nordöstlich der Winston-Lagune in nordost-südwestlicher Ausrichtung.
Der Benennungshintergrund ist nicht überliefert.